# Comté de Crook (Wyoming)
Pour les articles homonymes, voir Comté de Crook.
Le comté de Crook est un comté de l'État du Wyoming dont le siège de comté est la ville de Sundance. Selon le recensement de 2010, sa population est de 7 083 habitants.

## Localités
- Hulett, un village de 400 habitants